# Île Midwinter
 Île Midwinter är en ö i Antarktis. Den ligger i havet utanför Östantarktis. Frankrike gör anspråk på området.